# Tillandsia rubella
Tillandsia rubella là một loài thuộc chi Tillandsia. Đây là loài bản địa của Bolivia và Ecuador.